# Grandeur of the Seas
Grandeur of the Seas (укр. Велич морів) — круїзне судно класу Vision, що перебуває у власності компанії «Royal Caribbean Cruises Ltd.» та експлуатується оператором «Royal Caribbean International». Ходить під прапором Багамських островів із портом приписки в Нассау.

## Історія судна
Судно було закладене 6 червня 1995 року на верфі «STX Finland» в Гельсінкі, Фінляндія. Спуск на воду відбувся 1 березня 1996 року. 20 листопада 1996 року судно здано в експлуатацію та передано на службу флоту компанії-замовника. 14 грудня того ж року здійснило перший рейс. Протягом 1996—2003 років лайнер ходив під ліберійським прапором із портом приписки в Монровії. У 2012 році судно пройшло капітальний ремонт, в результаті якого змінило ряд технічних параметрів.
Церемонія хрещення відбулася 13 грудня 1996 року в Маямі. Перший рейс здійснений 14 грудня того ж року з Маямі по Карибському басейну. З часу введення в експлуатацію судно здійснило круїзи по Карибському морі, атлантичному і тихоокеанському узбережжі США та Канади. За цими ж маршрутами працює і нині.